# دانشگاه استاد ربانی
دانشگاه تعلیم و تربیه کابل، دانشگاهی دولتی در کابل افغانستان است. مکان این دانشگاه در دانشگاه تعلیم و تربیه کابل، سرک عمومی افشار، چهاراهی شمع، کابل، افغانستان است. این دانشگاه در ابتدا در دهه ۱۹۹۰ به عنوان مرکز تربیت معلم فعالیت می‌کرد و با همکاری یونسکو به دانشجویان خود مدرک لیسانس اعطا می‌کرد. در دوران ریاست جمهوری برهان‌الدین ربانی، به موسسه تربیت معلم توسعه یافت و به عنوان موسسه آموزش عالی شناخته شد و به وزارت آموزش عالی منتقل شد. در سال ۲۰۰۳ به عنوان یک دانشگاه، اساسنامه رسمی دریافت کرد. دانشگاه تعلیم و تربیت کابل، استاد ربانی، یکی از بهترین موسسات آموزشی در افغانستان است که طبق رتبه‌بندی ملی، جزو ۵ دانشگاه برتر قرار دارد. دانشگاه تعلیم و تربیت کابل، استاد ربانی، در رتبه‌بندی ملی افغانستان قرار دارد و این نتیجه چشمگیر در کمتر از ۲۰ سال حاصل شده است.
دانشگاه تعلیم و تربیت کابل، دانشگاه ربانی، نسبتاً کوچک است و به طور متوسط حدود ۵۰۰۰ دانشجو را آموزش می‌دهد.

## پیشینه
دانشگاه تعلیم تربیهٔ کابل که در گذشته با نام انستیتوت پیداگوژی کابل، دانشجویان را در رشته‌های مختلف لیسانس تربیه می‌نمود، در سال ۱۳۸۱ (خورشیدی) با تلاش خستگی ناپذیر رئیس آن استاد شجاع الدین خراسانی به دانشگاه ارتقا یافت.

## دانشکده‌ها
- دانشکده زبان و ادبیات
- دانشکده علوم طبیعی
- دانشکده علوم اجتماعی
- دانشکده تعلیمات مسلکی
- دانشکده تربیت بدنی
- دانشکده تعلیمات اختصاصی